# Mundaring
Mundaring är en förstad till Perth, Western Australia i Australien. Den ligger i kommunen Mundaring och delstaten Western Australia, omkring 30 kilometer öster om delstatshuvudstaden Perth.
Närmaste större samhälle är Swan View, omkring 11 kilometer väster om Mundaring. 
I omgivningarna runt Mundaring växer huvudsakligen savannskog. Runt Mundaring är det ganska tätbefolkat, med 56 invånare per kvadratkilometer. Genomsnittlig årsnederbörd är 763 millimeter. Den regnigaste månaden är juli, med i genomsnitt 131 mm nederbörd, och den torraste är december, med 14 mm nederbörd.